# Prochromadorella neapolitana
Prochromadorella neapolitana is een rondwormensoort uit de familie van de Chromadoridae. De wetenschappelijke naam van de soort is voor het eerst geldig gepubliceerd in 1876 door de Man.